# Verkställande utskott
Verkställande utskott, ofta förkortat VU, är en mindre del av en styrelse eller kommitté och utses antingen inom den valda styrelsen eller direkt av en bolagsstämma, föreningsstämma eller partikongress. Det verkställande utskottet har till uppgift att bereda ärenden inför styrelsemöten och handha löpande ärenden. Verkställande utskott är vanligt förekommande inom exempelvis politiska partier där de åtnjuter relativt stor makt och inflytande över den dagsaktuella politiken och dess prioriteringar.